# Temple de Tay Kak Sie
Le temple Tay Kak Sie (chinois simplifié : 大觉寺 ; chinois traditionnel : 大覺寺 ; pinyin : Dà jué sì) est un temple taoïste indonésien situé à Semarang, province de Java central. Originellement dédiée à la vénération de Guanyin, le temple célèbra ensuite  d'autres divintés taoïstes (29) et a subi un important incendie en mars 2019.

## Vie du temple
Avant que Gus Dur autorise les célébrations du Nouvel An chinois, seuls les grands temples comme le Tay Kak Sie le faisaient, et continuent de le faire, distribuant par exemple des enveloppes rouges (une forme traditionnelle de dons monétaires) aux plus âgés

## Divinités célébrées
- Sam Koan Tay Te
- Sam Po Hud : Bouddha, Bhaishajyaguru, Amitābha
- Thian Siang Seng Boo
- Sam Po Tay Jin
- Cap Pwee Lo Han
- Po Seng Tay Te
- Seng Hong Lo Ya
- Kong Tik Cun Ong
- Te Cong Po Sat

On y trouve aussi une statue de Zheng He

## Galerie

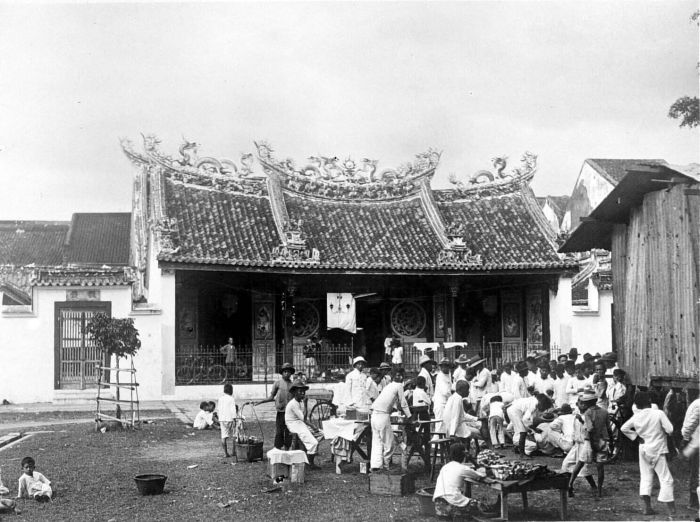
Le temple avec des warungs, probablement au début du vingtième siècle
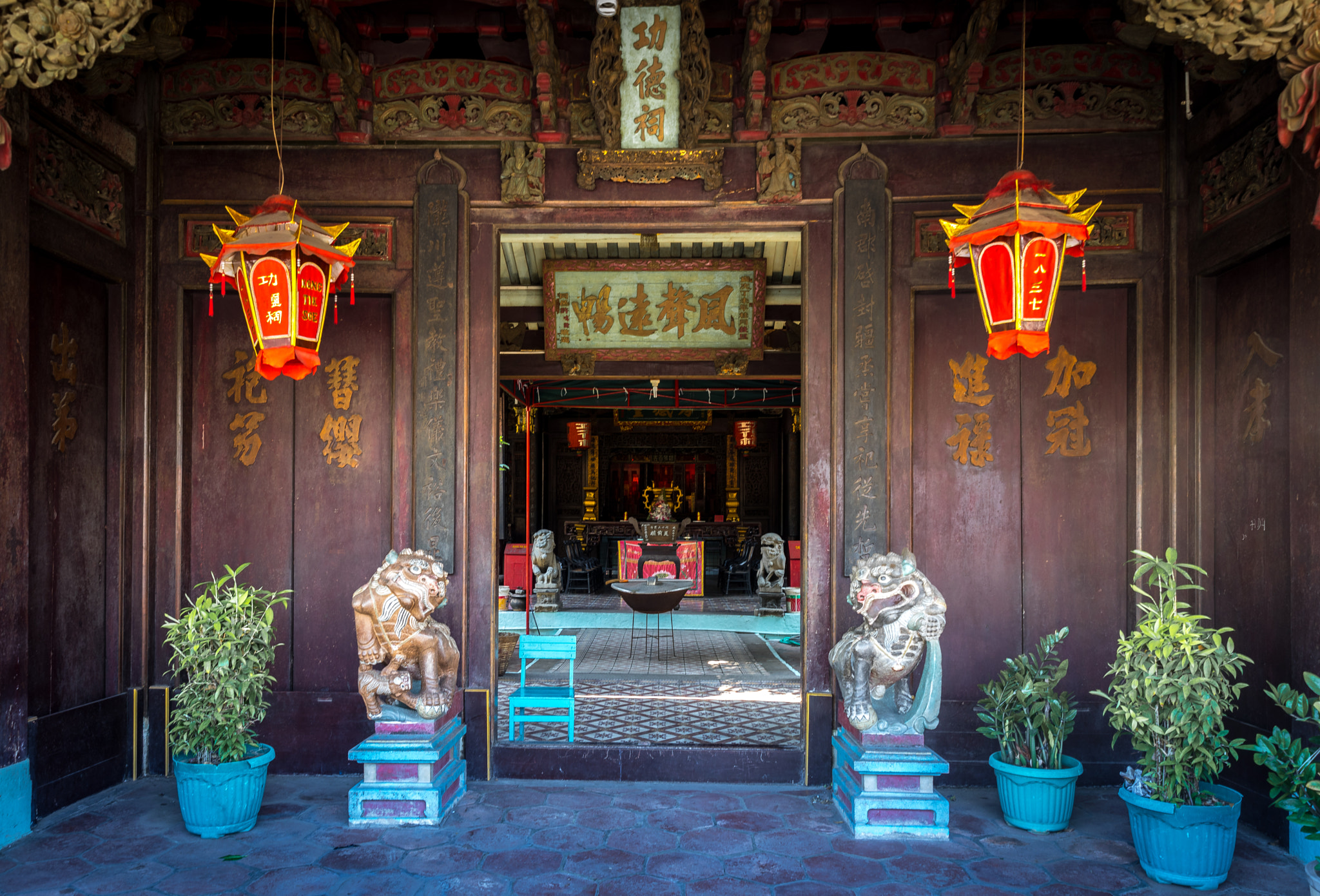
Entrée du temple en 2017
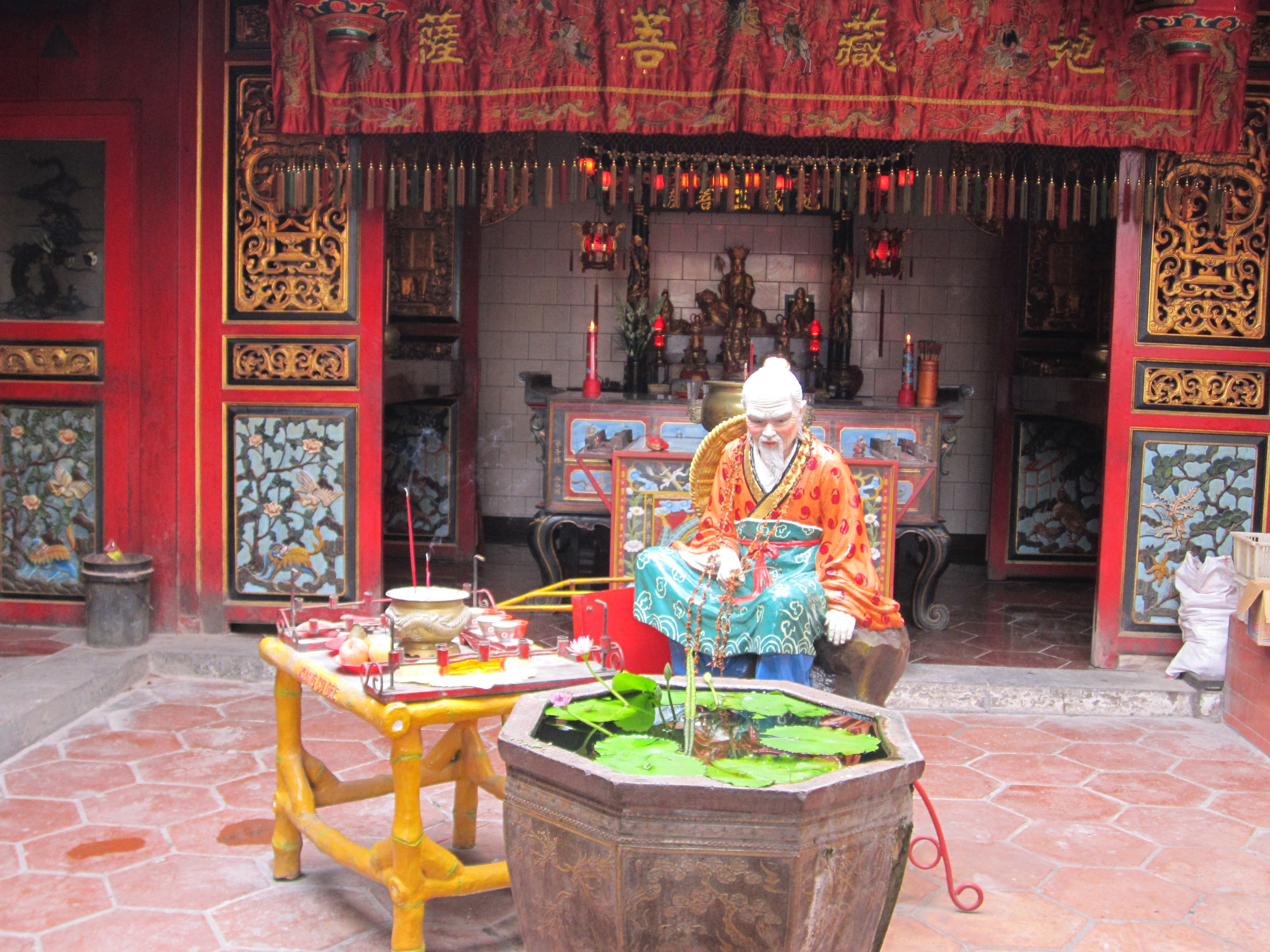
Statue de Jiang Ziya pêchant sans hameçon, attente fondée sur la théorie que le poisson viendra de lui-même quand il se sentira prêt